# Акчура
Акчура́ (рос. Акчура) — присілок у складі Кувандицького міського округу Оренбурзької області, Росія.

## Населення
Населення — 24 особи (2010; 31 у 2002).
Національний склад (станом на 2002 рік):
- башкири — 87 %